# Ледюк, Дэйв
Дэйв Ледюк фр. Dave Leduc; (род. 13 декабря 1991) — канадский боец лэхвей. Бывший 6-кратный чемпион мира, обладатель Золотого пояса лэхвей. Ледюк получил всемирную известность, выиграв нашумевший Prison Fight (бой в тюрьме строгого режима) в Таиланде.

## Биография
В 2016 Ледюк отправился в Мьянму чтобы испытать свои силы в бирманском боксе. Он бросил вызов одному из самых опытных бойцов, Тхун Тхун Мину, а затем одержал над ним победу, став первым иностранцем, получившим Золотой пояс чемпиона.
Ледюк женился на молдавской модели Ирине Тереховой, свадьбу сыграли в Янгоне, в бирманской традиции; церемонию транслировали в прямом эфире по национальному телевидению Мьянмы. Свадьба Ледюка и Тереховой собрала около 30 миллионов зрителей со всей страны.
В 2019 году Ледюка пригласили на подкаст Джо Рогана в серию, посвящённую его необычной бойцовской карьере. В 2020 Ледюк появился на обложке французского журнала Karaté Bushido.